# Техасская резня бензопилой 4: Новое поколение
«Техасская резня бензопилой 4: Новое поколение» (англ. Texas Chainsaw Massacre: The Next Generation), изначально фильм вышел в прокат под названием «Возвращение Техасской резни бензопилой» (англ. The Return of the Texas Chainsaw Massacre) — американский фильм 1995 года в жанре слэшер, снятый режиссёром Кимом Хенкелем по собственному сценарию. Главные роли исполнили Рене Зеллвегер, Мэттью Макконахи и Роб Джекс. Сюжет фильма рассказывает о четырёх подростках, которые сталкиваются с Кожаным лицом и его семьёй убийц в глухом Техасе ночью в день выпускного. Это четвёртая часть франшизы «Техасская резня бензопилой». В эпизодических ролях снялись актёры из первой части: Мэрилин Бёрнс, Пол А. Партэйн и Джон Дуган.
Сценарист и режиссёр Ким Хенкел ранее в соавторстве с Тоубом Хупером написал сценарий для первого фильма «Техасская резня бензопилой» (1974). О событиях двух предыдущих сиквелов упоминается в прологе фильма словами «два незначительных, но очевидно связанных между собой инцидента», которые произошли после событий оригинального фильма. Съёмки «Следующего поколения» проходили в сельской местности за пределами Остина, штат Техас.
Фильм был показан под названием «Возвращение Техасской резни бензопилой» в 1995 году, после чего был снят с проката компанией Columbia Pictures. Два года спустя, после того как Зеллвегер и Макконахи стали крупными голливудскими звёздами, он был перемонтирован и выпущен под названием «Техасская резня бензопилой 4: Новое поколение», но фильм потерпел финансовый провал и был очень плохо встречен кинокритиками. Хотя полный саундтрек так и не был выпущен, сингл, звучавший в фильме в исполнении Роберта Джекса и Дебби Харри из группы Blondie, был выпущен на компакт-диске в 1997 году. Это была заключительная часть оригинальной серии, следующий фильм во франшизе стал ремейком оригинального фильма. К этому ремейку потом вышел приквел «Техасская резня бензопилой: Начало». Другой фильм, «Техасская резня бензопилой 3D», был выпущен в 2013 году в качестве прямого продолжения оригинального фильма. Затем вышел приквел оригинального фильма. Последний фильм оригинальной серии — «Техасская резня бензопилой» (2022), действие которого происходит в той же временной линии, что и оригинальные четыре фильма.

## Сюжет
22 мая 1994 года четверо подростков: Барри, Хизер, Дженни и Шон находятся на выпускном вечере в своей школе. Когда Хизер замечает, что Барри изменяет ей с другой девушкой, она уходит с танцев, за ней следует Барри, который пытается объясниться. Они садятся в машину, но их спор прерывают Дженни и Шон, которые сидят на заднем сиденье и курят марихуану. Отвлёкшись Хизер съезжает с шоссе и сталкивается с другим автомобилем, водитель которого теряет сознание. Дженни, Хизер и Барри оставляют Шона присматривать за потерявшим сознание автомобилистом, а сами отправляются на поиски помощи.
Они останавливаются у офиса страхового агента, где знакомятся с Дарлой, которая обещает позвонить своему парню, водителю эвакуатора по имени Вилмер. Друзья выходят из офиса и начинают возвращаться к месту аварии, но в темноте Хизер и Барри отделяются от Дженни. Вскоре на месте аварии появляется Вилмер, который убивает автомобилиста, а затем преследует Шона и в итоге переезжает его на своём грузовике. Хизер и Барри находят в лесу полуразрушенный фермерский дом, где их под дулом пистолета удерживает владелец, Уи-И. Барри просит разрешения воспользоваться туалетом, на что Уи-И соглашается и ведёт его внутрь, а Хизер воспользовавшись моментом пытается сбежать, но на крыльце на неё нападает Кожаное Лицо. Он ловит Хизер и запихивает ее в холодильник для мяса. Барри находит в ванной труп, после чего Кожаное Лицо убивает его кувалдой. После убийства Барри он насаживает Хизер на крюк для мяса.
Дженни возвращается на место аварии, где встречает Вилмера, который предлагает подвезти её. Она соглашается, но уже в машине Вилмер угрожает ей, а затем показывает ей тела Шона и автомобилиста. Дженни выпрыгивает из грузовика и бежит в близлежащий лес. Вскоре на неё нападает Кожаное лицо, что приводит к длительной погоне. Она ищет убежища у Дарлы, но выясняется, что она в сговоре с убийцами. Вскоре в офисе появляется Уи-И и избивает Дженни. Вдвоем они сажают её в багажник машины Дарлы, и она уезжает за пиццей на ужин. После пыток Вилмера Дженни удаётся сбежать, но Вилмер вновь ловит её и она теряет сознание. Вскоре она приходит в себя за обеденным столом в окружении семьи, которая рассказывает, что они наняты тайным обществом, чтобы терроризировать людей, которые могут перейти им дорогу. Появляется человек по имени Ротман, который отчитывает Вилмера за его методы, а затем показывает множество шрамов и пирсинга на своем торсе и облизывает лицо Дженни. Ротман уходит, а Вилмер терроризирует свою семью и Дженни, убивает Хизер, раздавив своей механической ногой её голову, а Уи-И ударом молотка лишает сознания.
Вилмер и Кожаное лицо готовятся убить Дженни, но она вырывается на свободу и, используя пульт управления к ноге Вилмера, убегает. Дженни добирается до грунтовой дороги, где её спасает пожилая пара в фургоне. Однако Кожаное Лицо и Вилмер догоняют их и сталкивают с дороги, в результате чего фургон падает на бок. Дженни выбирается из машины невредимой и продолжает убегать по дороге, а Кожаное Лицо и Вилмер пускаются в погоню. Сверху на убийц пикирует самолёт, он пролетает совсем низко и колесом разбивает голову Вилмера. Кожаное лицо начинает кричать из сострадания, а Дженни спокойно стоит вдалеке и смотрит на происходящее. Подъезжает лимузин, Дженни садится на заднее сиденье, где её приветствует Ротман, который извиняется, объясняя, что её опыт должен был быть духовным, а Вилмера нужно было остановить. Он предлагает отвезти её в больницу, где Дженни разговаривает с офицером. В этот момент мимо неё санитар провозит на инвалидном кресле Салли Хардести из первой части и их взгляды с Дженни пересекаются.

## Команда
| - Рене Зеллвегер — Дженни - Мэттью Макконахи — Вилмер - Роб Джекс — Кожаное лицо - Тони Перенски — Дарла - Джо Стивенс — Уи-И Слотер - Лиза Мари Ньюмайер — Хизер - Джон Харрисон — Шон - Тайлер Коун — Барри - Джеймс Гэйл — Мистер Ротман - Крис Килгор — шофёр Ротмана - Винс Брок — Эрик - Сьюзэн Лоугрэн — мать Дженни - Дэвид Лоуренс — отчим Дженни - Грейсон Виктор Ширмахер — дедушка - Жанетт Уиггинс — женщина которая есть шоколадные конфеты - Кармен Ногалес — девушка в красном платье - Лиза Каравео — Бренда - Лес Мартин — задира - Адам Уайт — задира - Билл Уайз — задира - Лорен Гуерра — работник пиццерии Bud’s Pizza - Дерек Кил — полицейский рядом с пиццерией - Дебра Маршалл — полицейский рядом с пиццерией - Джери Уолкотт — парочка в фургоне - Эксел Л. Шиллер — парочка в фургоне - Энди Кокрум — убитый сотрудник полиции - Роджер Роу — убитый член семьи - Энджи Хьюз — убитый член семьи - Ребекка Розенберг — убитый член семьи - Джон Дуган — полицейский в больнице - Пол Партейн — санитар в больнице - Мэрилин Бёрнс — Пациентка на каталке - Деррик Сандерс — выпускник (в титрах не указан) - Райан Уикерхэм — выпускник (в титрах не указан) - Режиссёр — Ким Хенкел - Продюсер — Ким Хенкел - Исполнительный продюсер — Роберт Кун - Ассоциированный продюсер — Чарльз Кун - Сценарист — Ким Хенкел - Оператор — Ливи Айзекс - Композиторы — Вейн Белл, Роб Джекс - Художники — Дебора Пастор, Энн Изуэль - Художник по костюмам — Кари Перкинс - Монтажёр — Сандра Адер |

## Анализ

### Сюжетная линия о тайной организации
В фильме задействована сюжетная линия о тайном обществе, побуждающем семью Кожаного Лица терроризировать мирных жителей, чтобы они постигли просветление. В ретроспективном интервью Ким Хенкел подтвердил, что на основу сюжета повлияли теории, связанные с иллюминатами. Комментируя загадочного персонажа Ротмана, Хенкел сказал: «Он больше похож на лидера какого-то культа „харум-скарум“, который практикует приведение жертв к ужасу под предлогом того, что это вызывает некий трансцендентный опыт. Конечно, это действительно приводит к трансцендентному опыту. Смерть подобна этому. Но ничего хорошего из этого не выходит. Тебя пытают и мучают, из тебя вытряхивают всё дерьмо, а потом ты умираешь».
Другие ссылки на иллюминатов встречаются в диалогах фильма, в частности, в сцене, где Дарла рассказывает Дженни о тысячелетнем тайном обществе, контролирующем правительство США, и упоминает об убийстве Кеннеди. Критик Рассел Смит отметил при обсуждении этого сюжетного момента: «Могут ли необъяснимое „они“ быть намёком на ненасытную аудиторию фанатов ужасов, которая всегда делает эти хоррор-фестивали хорошим капиталовложением, или это кабала правительственных силовиков..?».
Ответы на многие из этих вопросов даются в фильме Кима Хенкеля «Обвальщики» 2012 года, который, хотя официально не входит в франшизу «Техасской резни бензопилой», может быть следующей главой в этой истории. Критики часто называют «Обвальщиков» Хенкеля «духовным продолжением» его фильма «Техасская резня бензопилой», в основном потому, что изначально он и задумывался как продолжение.

### Пародия и самореференс
Фильм рекурсивен, поскольку открывается титрами, где говорится о двух «незначительных, но очевидно связанных между собой происшествиях», что является шутливым упоминанием двух предыдущих сиквелов. Джастин Янделл из Bloody Disgusting интерпретирует фильм как циничное переосмысление оригинального фильма, в котором Хенкел пародирует свою собственную работу. В качестве доказательства того, что фильм является комментарием к упадку жанра фильмов ужасов в конце 1980-х и начале 1990-х годов, он приводит неэффективность Кожаного лица в расправе со своими жертвами, а также архетипичных персонажей-подростков:
Кожаное лицо... теперь изо всех сил пытается схватить или убить своих жертв, при этом крича, как капризный ребенок. Семья, больше не людоеды из захолустья, они обедают пиццей, а не свежим мясом своих жертв. Сцена ужина, изначально одна из самых эффектных и ужасающих сцен, когда-либо запечатленных на пленке, здесь настолько выбивается из колеи, что кульминация наступает в тот момент, когда Дженни накидывается на своих похитителей и ругает Кожаное Лицо, заставляя его сесть и замолчать. Неэффективность всего этого намеренная, и мы знаем об этом, потому что подъезжает человек в лимузине и открыто признает это.
Оригинальный текст (англ.)Leatherface... now struggles to competently capture or kill his victims, all the while screaming like a petulant child. The family, no longer backwater cannibals, dines on pizza instead of the fresh meat of their victims. The dinner sequence, originally one of the most effective and horrifying scenes ever committed to film, goes so far off the rails it climaxes with Jenny turning the tables on her captors and scolding Leatherface into sitting down and shutting up. The ineffectiveness of it all of this is intentional, and we know this because a man in a limo pulls up and openly acknowledges it.
— 

### Переодевание Кожаного лица
Другой элемент, отмеченный критиками и киноведами, — это открытые ссылки на трансвестизм Кожаного лица, который был кратко рассмотрен в оригинальном фильме, но тут реализован в большей степени. Роберт Вилонски из Houston Press прокомментировал отношение к этому персонажу, написав, что фильм «превращает Кожаное лицо (здесь его играет Роб Джекс, автор песен из Остина, который раньше вел смазливое радиошоу вместе с вокалистом Butthole Surfer Гибби Хейнсом) в переодевающегося нэнси-боя, который больше кричит, чем режет». По словам Хенкеля, он писал персонажа как человека, который принимает облик того, чьё лицо он носит: «Запутанная сексуальность персонажа Кожаного лица сложна и ужасающа одновременно», — сказал он в интервью 1996 года. Киновед Скотт Фон Довиак также обратил на это внимание, сравнив представление Кожаного лица в фильме с «измученной дрэг-квин».

## Производство

### Разработка
В процессе разработки фильма, продюсер Роберт Кун рассказывал, что вместе с Хенкелем хотел вернуться к оригиналу. Его первой задачей было уговорить Хенкеля написать сценарий для фильма. Он специально собрал деньги для этой задачи. После чего они вместе отправились в Лос-Анджелес, для того, что бы найти деньги на съёмки фильма. На тот момент у Куна была небольшая сумма, но недостаточная для съёмок целого фильма. В планах было даже попробовать заключить сделку с дистрибьютором: «Ким говорил: „Эй, такой-то и такой-то заинтересованы, и это может быть сделка, с которой мы сможем выжить“». Но каждый раз переговоры заканчивались неудачей. «Я просто начал обращаться ко всем, кого знал, и собирал деньги по крупицам, где только мог», — вспоминал Кун.
В вышедшем в 1996 году документальном фильме о создании этой картины Хенкел заявил, что написал персонажей преувеличено карикатурными, что отражало квинтэссенцию американской молодежи. При работе над персонажами он опирался на дела серийных убийц Эда Гина и Элмера Уэйна Хенли, которые повлияли на него при создании фильмов «Техасская резня бензопилой 4: Новое поколение» и оригинальной «Техасской резни бензопилой». Хенкел также намеренно включил в сценарий темы расширения прав и возможностей женщин, особенно в образе Дженни: «Это её история. Она о её трансформации, о её отказе молчать, терпеть, быть жертвой. И, как следствие, её отказе быть угнетённой. Даже культурой... Перевод Дженни в мир, в котором культура была гротескно преувеличена, было способом заставить её увидеть свой собственный мир более ясно — то есть, моё намерение состояло в том, чтобы представить кошмарную версию мира Дженни в виде семьи Бензопилы, чтобы расширить её представление о своём собственном мире».

### Съёмки
Съёмки фильма проходили в заброшенном фермерском доме в Флугервилле, штат Техас, и близлежащем Бастропе. Большинство актёров и съёмочной группы были местными жителями, родом из Остина, за исключением Джеймса Гэйла, который был из Хьюстона. Большая часть съёмок проходила ночью, гримёр Джей Эм Логан вспоминала о них как «очень, очень тяжелых для всех».
Рене Зеллвегер вспоминала о фильме в интервью 2016 года и сказала: «Это был очень малобюджетный фильм, поэтому мы все делили крошечный фургончик Winnebago, который принадлежал продюсеру фильма — это был его личный трейлер. Так что, знаете, гримеры сидели на передних сиденьях, в центре стоял столик для причёсок, а возле ванной была маленькая занавеска. Там ты надеваешь своё выпускное платье и цветок... Это было смешно. Как мы это провернули, я понятия не имею. Я уверена, что всё это было не законно. Всё, что мы делали, было немного опасно. Но какой опыт. Это был кинематограф камикадзе».

## Релиз

### Кинотеатральный прокат
После длительного пост-продакшна, мировая премьера «Возвращения Техасской резни бензопилой» состоялась на фестивале South by Southwest Film and Media Conference 12 марта 1995 года и получила «блестящие отзывы». Фильм был приобретен компанией Columbia Pictures за 1,3 миллиона долларов. Студия согласилась распространять фильм в кинотеатрах (наряду с домашним видеорелизом), а также потратить не менее 500 000 долларов на рекламу фильма. Фильм вышел в прокат 22 сентября 1995 года и был показан в 27 кинотеатрах США, собрав 44 272 доллара.
Позже, в 1995 году, фильм вышел в кинотеатрах и на LaserDisc в Японии. Спустя два года, в 1997 году Columbia перемонтировала, переименовала и переиздала фильм под названием «Техасская резня бензопилой 4: Новое поколение», назначив релиз на конец августа. По словам продюсера Роберта Куна, Columbia Pictures намеренно отложила выход фильма, чтобы дождаться премьеры нового фильма с тогда уже знаменитой Рене Зеллвегер «Джерри Магуайр» (1996), на что продюсеры согласились; агент Макконахи затем якобы оказал «давление» на Columbia Pictures, чтобы не выпускать фильм в прокат, что вызвало осложнения между Хенкелем и студией.
В интервью газете The Austin Chronicle в 1997 году Роберт Кун заявил следующее:
Ну, мы определенно считаем, что Columbia/TriStar не сделали наилучшим образом того, о чём договаривались, в том, что касается маркетинга фильма. Они не пытались использовать этот фильм для получения денежной выгоды, как им следовало бы. Они просто замяли дело. Они не хотят быть виновными в эксплуатации Мэтью из-за их отношений с CAA, которая в наши дни является самой мощной силой в Голливуде. Если ты окажешься не на их стороне, у тебя будут проблемы. Так что я понимаю их проблему, но в то же время они должны были либо вернуть фильм нам, либо сделать лучший релиз, который они могли сделать. А они этого не сделали.
Оригинальный текст (англ.)Well, we definitely feel that Columbia/TriStar has not done what they agreed to do in terms of trying to market this film in the best possible fashion. They have not tried to exploit this film to monetarily benefit us as they should have. They've just low-keyed it. They don't want to be guilty of exploiting Matthew because of their relationship with CAA, which is the strongest single force in Hollywood these days. You get on the wrong side of them, you're in trouble. So I understand their problem, but at the same time, they should have either given the film back to us or they should have done the best release they could have done. And they haven't done that.
— 
Фильм был выпущен в ограниченный прокат под названием «Техасская резня бензопилой 4: Новое поколение». По договору о совместной дистрибуции между Columbia Pictures и Cinépix Film Properties фильм показывался всего в двадцати городах США, премьера состоялась 29 августа 1997 года. В кинотеатральном прокате была представлена перемонтированная версия фильма, в которой из первоначального варианта Хенкеля было вырезано в общей сложности семь минут. Фильм заработал 53 111 долларов на 23 экранах с 29 августа по 1 сентября 1997 года. Сборы фильма составили 185 898 долларов (совместно с обоих версий 1995 и 1997 годов), что делает его самым неудачным фильмом во всей франшизе.

## Критика
Рецензируя фильм после показа на Бостонском кинофестивале в 1995 году, Бетси Шерман из The Boston Globe назвала фильм «бесстыдным пересказом» оригинала, добавив: «В представлении Хенкеля изобретательный ход — это накрасить (Кожаное лицо) красной помадой и нарядить его чёрной вдовой». Критик Джо Боб Бриггс поддержал фильм после его показа на South by Southwest, назвав его «настолько страшным и блестящим фильмом, что два других сиквела „Бензопилы“ кажутся внеклассными школьными проектами».
После повторного выхода фильма в 1997 году большая часть критических отзывов была сосредоточена на исполнителях главных ролей Зеллвегер и Макконахи, которые за это время приобрели значительную известность. Джанет Маслин из The New York Times пишет: «В далеком 1995 году этот дурацкий фарс ужасов, известный тогда как „Возвращение Техасской резни бензопилой“, впервые вышел на экраны с никому не известными актерами Мэттью Макконахи и Рене Зеллвегер в главных ролях. Но даже в фильме, основным реквизитом в котором являются мусор, куски старой пиццы и чёрный пластиковый пакет для мусора, ясно, что эти двое были на высоте»>. Роб Паттерсон из газеты Austin American-Statesman поставил фильму три звезды из четырёх и высоко оценил игру актёров, отметив: «Всё здесь, конечно, упираются в потолок абсурда, но при этом „Новое поколение“ никогда не перегибает палку». Терри Лоусон из Detroit Free Press также высоко оценил главные роли Зеллвегер и Макконахи, но выразил разочарование по поводу дополнительного сюжета про «Люди в чёрном» и того, что сценарист-режиссёр Хенкел «превращает бедное Кожаное лицо в хнычущую дрэг-квин». New York Daily News также отметила, что «Зеллвегер впечатляет в своей напряжённой, наполненной криком роли Дженни».
Майк Кларк из USA Today назвал фильм «таким кинематографическим мероприятием, когда вы полагаете, что на него даже актёры и съёмочная группа приходят со своим пивом», а Оуэн Глейберман написал в Entertainment Weekly, что фильм «повторяет абсурдистскую бульварно-деревенскую комичность великой оригинальной „Бензопилы“, только без намёка на её первобытный ужас». Маргарет МакГурк из The Cincinnati Enquirer также отметила повествование фильма, написав: «Сценарий, такой, какой он есть, устанавливает новую планку бессвязности. Что-то о подростках, которые заблудились на выпускном вечере и столкнулись с семьёй психопатов-каннибалов-убийц... Конечно, во всем этом нет никакого смысла, ни в юморе, ни в жутком (хотя и относительно бескровном) хаосе — за исключением, может быть, постоянного смущения бедных Мэттью и Рене». Дэнн Гир из Daily Herald предположил, что настоящая «резня может быть менее болезненной». Джон Андерсон из Newsday написал, что фильм был из тех, которые «„Крик“ Уэса Крейвена сделал практически несуществующими... Что мы хотим от „Техасская резня бензопилой 4: Новое поколение“ — это головокружительная смесь жуткого ужаса и пошлого юмора. В итоге мы получаем не столько резню, сколько беспорядок».
Джо Лейдон из Variety написал, что фильму «удаётся сложный подвиг — быть одновременно по-настоящему страшным и остро сатирическим... он умеет держать зрителей в постоянном состоянии нервного напряжения». Он также высоко оценил игру Зеллвегер, назвав её «самой грозной королевой крика со времён Джейми Ли Кёртис». Дэйв Хантер из The Hollywood Reporter также отметил фильм «чертовски комичный и экстремальный». Газета Austin Chronicle также дала фильму положительную рецензию, заявив: «Сценарист-режиссер Ким Хенкел был автором оригинальной „Бензопилы“, и эта работа показывает, что он всё ещё хорошо разбирается в вещах, которые заставляют нас содрогаться от ужаса».
«Техасская резня бензопилой 4: Новое поколение» имеет рейтинг 16 % на агрегаторе рецензий Rotten Tomatoes, основанный на 37 рецензиях со средней оценкой 3,6/10. Общее мнение гласит: «„Следующему поколению“ посчастливилось, что в нём снялись Мэттью Макконахи и Рене Зеллвегер в главных ролях, но ни один из хедлайнеров не справляется со своими обязанностями в запутанном и дешевом слэшере, который не соответствует наследию „Техасской резни бензопилой“». На Metacritic фильм получил 50 баллов из 100 на основе отзывов 11 критиков, что означает у фильма «смешанные или средние отзывы».

## Выход на носителях
В 1995 года фильм под названием «Возвращение Техасской резни бензопилой» вышел в Японии на LaserDisc.
Компанией Columbia Tristar Home Video фильм был выпущен на VHS в сентябре 1998 года, а на DVD — 13 июля 1999 года. Оригинальный DVD-релиз Columbia Tristar был переиздан с новым оформлением обложки в 2003 году. В 2001 году компания Lionsgate, которая приобрела Cinépix Film Properties вскоре после выхода фильма на экраны в 1997 году, выпустила фильм на DVD в Канаде; канадский релиз включал оригинальную 94-минутную версию фильма.
4 июня 2018 года компания Scream Factory объявила, что 25 сентября 2018 года выпустит коллекционное Blu-ray издание фильма. На следующей неделе издание Bloody Disgusting сообщило, что предложенное оформление для релиза, на котором первоначально были изображены звёзды Зеллвегер и Макконахи, пришлось изменить, чтобы убрать обоих актёров из-за проблем с лицензированием. В июле 2018 года Scream Factory заявила, что дата выхода Blu-ray была перенесена на 30 октября 2018 года. В сентябре 2018 года было объявлено, что выход Blu-ray снова будет отложен до 11 декабря 2018 года. Blu-Ray был выпущен в запланированный декабрьский срок и содержал театральную версию и 93-минутную режиссёрскую версию с дополнительным комментарием сценариста-режиссёра Кима Хенкеля.
В России фильм официально не издавался.

## Саундтрек
Саундтрек фильма включает в себя огромное количество треков в исполнении местных техасских групп, но официально звуковая дорожка картины никогда не издавалась. Актёр Роберт Джекс, друг вокалистки группы Blondie, Дебби Харри, записал с ней песню под названием «Der Einziger Weg» (что переводится как «Единственный путь») специально для фильма. Песня была выпущена в виде сингла в 1998 году с Дебби Харри на обложке и портретом Джекса (в роли Кожаного лица в трёх разных костюмах) на стене позади неё.

## Номинации
| Номинирован | «Академия научной фантастики, фэнтези и фильмов ужасов» (1998) | Примечания |
| ----------- | -------------------------------------------------------------- | ---------- |
| «Сатурн»    | Лучший релиз на домашнем носителе                              | [ 67 ]     |

## Комментарии
1. ↑  Фильм является прямым продолжением к оригинальному фильму, однако, как подметил сценарист Федерико Альварес, не вычёркивает из канона события первых трёх сиквелов[6][7].
2. ↑  В версии 1997 года дата была изменена на 22 мая 1996 года.
3. ↑  Некоторые критики, включая Джанет Маслин[2], Терри Лоусон из  Detroit Free Press[44], и других прокомментировали присутствие в фильме Зеллвегер и Макконахи, а также в его перевыпуске после их славы.

## Документальное кино
- Huberman, Brian (режиссёр). The Return of the Texas Chainsaw Massacre: The Documentary (англ.) : документальный фильм. — Huberman/Wolf Productions, 1996.